# Своге
Сво́ге (болг. Своге) — місто в Софійській області Болгарії. Адміністративний центр общини Своге.

## Населення
За даними перепису населення 2011 року у місті проживали 8258 осіб.
Національний склад населення міста:
| Національність   | Кількість осіб | Відсоток |
| ---------------- | -------------- | -------- |
| болгари          | 7797           | 98,8%    |
| цигани           | 62             | 0,8%     |
| турки            | 3              | < 0,1%   |
| інша             | 16             | 0,2%     |
| не визначились   | 10             | 0,1%     |
| Всього відповіли | 7888           |          |

Розподіл населення за віком у 2011 році:
Динаміка населення: